# Copiadora Verifax
La Kodak Verifax o comúnmente conocida como fotocopiadora de negativo, es una fotocopiadora que usa una técnica coloidal húmeda de transferencia por difusión, patentada por Yutzi H.C y Yackel E.C. (1947). La fuente de luz se proyecta hacia la parte superior atravesando el negativo y reflejándose -más o menos, según el color- contra el original que se va a copiar. Tiene una base que contiene la cubeta con el líquido revelador y el temporizador de exposición.
Debido a su extremada sencillez tuvo gran difusión hasta finales de la década de los 60, en que fue superada por la gran popularidad de las xerocopias que usan papel normal. Las copias tenían cierto olor y perdían contraste con el tiempo.

## Transferencia por difusión
La DT (Transferencia por difusión) se generalizó en varios países a partir de 1960:
- Copyrapid de Agfa;
- Gevacopy de Gevaert (1950);
- Verifax de Kodak  (1952-1976);[4]
- Copyproof (1980?);

Otros productos no destinados específicamente a procesos de copia, pero que emplean una tecnología PMT similar incluyen: Kodak Ektaflex (1981); Polaroid, sepia (1948), id., blanco Negro (1950), id., color (1963).

## Proceso
Para hacer una copiaː
- Se coloca la hoja del original a copiar sobre un papel translúcido sensibilizado (negativo-Matrix) sobre el cristal (con el lado brillante hacia arriba).
- Se expone a la luz durante unos 15 s (cuanto más tiempo, más clara sale la copia final).
- Se quita el original y se introduce el negativo-Matrix en el revelador durante 30 s, sacando el negativo finalizado con los rodillos de presión.
- El negativo aún húmedo así obtenido se coloca entonces en íntimo contacto con una "hoja de papel de transfer positivo" haciendo pasar el conjunto otra vez a través de los rodillos con suave presión.
- Para terminar, las dos hojas se separan y queda una copia del original en el papel de transferencia, ligeramente húmeda, que hay que dejar secar.[3]